# Молден (Илиноис)
Молден (енгл. Malden) град је у америчкој савезној држави Илиноис.

## Демографија
По попису из 2010. године број становника је 362, што је 19 (5,5%) становника више него 2000. године.
| Група             | 2000.       | 2010.       |
| Белци             | 336 (98,0%) | 352 (97,2%) |
| Афроамериканци    | 3 (0,9%)    | 0 (0,0%)    |
| Азијати           | 0 (0,0%)    | 6 (1,7%)    |
| Хиспаноамериканци | 0 (0,0%)    | 3 (0,8%)    |
| Укупно            | 343         | 362         |